# Mirrorsoft
Mirrorsoft est une société britannique d'édition et de distribution de logiciel éducatif et de jeu vidéo fondée vers 1983 et basée à Londres. La compagnie appartenait au groupe de presse Mirror Group Newspapers,,. À la suite de difficultés financières, elle a fermé ses portes en 1992. La société américaine Acclaim Entertainment a racheté certains de ses actifs. 
La compagnie produit à l'origine des logiciels éducatifs, notamment la série Mr. Men, et des jeux vidéo pour des ordinateurs 8-bit comme le ZX Spectrum. Mirrorsoft est connu pour avoir importé le célèbre Tetris en Europe de l'Ouest. La compagnie a édité les premiers jeux des Bitmap Brothers ainsi que les productions de Cinemaware et de Spectrum HoloByte en Europe. En 1987, Mirrorsoft acquiert Personal Software Services (PSS), un éditeur basé à Coventry spécialisé dans les jeux de stratégie.
La société a établi différents labels d'édition : Image Works, créé en 1988 et principalement utilisé pour les jeux sur ordinateurs, Mirror Image, utilisé pour les rééditions à prix budget, et Arena Entertainment, principalement utilisé aux États-Unis pour les jeux sur consoles Sega. Acclaim a continué à exploiter le label Arena après 1992. 

## Jeux édités par Mirrorsoft
- Action Reflex
- Ashkeron
- Andy Capp
- Back to the Future Part II
- Back to the Future Part III
- Bermuda Project
- Biggles
- Bismarck
- Blade Warrior
- Blasteroids
- Bloodwych
- Bombuzal
- Brat
- Cadaver
- Cisco Heat
- Conflict: Europe
- Count, The
- Crack It! Towers
- Crimetown Depths (annulé)
- Dark Castle
- Defender of the Crown
- Devious Designs
- Drop Soldier (annulé)
- Dynamite Dan
- Dynamite Dan II
- Dynamic Debugger (annulé)
- Falcon
- Fernandez Must Die
- Foxx Fights Back!
- First Samurai
- Flight of the Intruder

Logo de Image Works

- Flip-it & Magnose: Water Carriers From Mars
- Gravity
- Interphase
- It Came from the Desert
- King Tut's Treasure
- Killing Cloud, The
- King of Chicago, The
- Lords of the Rising Sun
- Mainframe
- Mega lo Mania
- Mean Streak
- Moon Strike
- Omnicron Conspiracy
- Palladin: Lord of the Dancing Blades
- Passing Shot
- Phineas Frogg
- Phobia
- Predator 2
- Robozone
- Rocket Ranger
- Sai Combat
- S.D.I.
- Sinbad and the Throne of the Falcon
- SkyChase
- Speedball
- Speedball 2: Brutal Deluxe
- Spitfire '40
- Strike Force Harrier
- Strike 2
- Teenage Mutant Hero Turtles
- Teenage Mutant Hero Turtles: The Coin-Op!
- Terrarium (annulé)
- Terror of the Deep
- Tetris
- Theme Park Mystery: Variations on a Theme
- Tortugas 2
- TV Sports: Basketball
- TV Sports: Football
- Wolfpack
- Wings
- Xenon 2: Megablast
- Zythum